# Mimi Marks
Mimi Marks (sinh ngày 11 tháng 2 năm 1967) là một nghệ sĩ giải trí người Mỹ.

## Đầu đời
Mimi sinh ra ở Waterloo, Iowa, nhưng lớn lên ở Oelwein, Iowa. Khi còn nhỏ, cô nhớ lại mình cảm thấy "khó chịu trong người" và có "thời gian khó khăn nhất" trong lớp học thể dục bởi vì cô nói, "Tôi không phù hợp chút nào."

## Cuộc sống sau này
Sau khi trải qua một số cuộc phẫu thuật chuyển đổi giới tính (do quy định trong hợp đồng lao động, Marks chưa được chuyển đổi giới tính hoàn toàn), Marks trở thành Mimi. Theo Fantasia, một bộ phim tài liệu về cuộc thi sắc đẹp chuyển giới, cô đã sống như một phụ nữ từ năm 21 tuổi. Marks bắt đầu biểu diễn ở Milwaukee tại một câu lạc bộ mang tên Khiêu vũ, Khiêu vũ, Khiêu vũ với sự giúp đỡ của một nghệ sĩ biểu diễn người Úc, Holly Brown. Marks nói rằng, đối với những phụ nữ chuyển giới ở Chicago, bài kiểm tra xem họ có thể vượt qua với tư cách là phụ nữ hay không là xuất hiện trước công chúng tại Wrigley Field, quê hương của Chicago Cubs: "Nếu bạn có thể đi bộ qua Wrigleyville, giống như trong một trận đấu của Cubs và không bị 'kinh dị' và không ai gọi bạn ra ngoài, bạn giống như một cô gái 'nữ tính nhất', bạn đã làm được điều đó. Tôi gọi cho [một người bạn] và nói, "Tôi đang ở một trò chơi Cubs ở cơ sở đầu tiên, hàng thứ mười một. Tôi đã làm được. Tôi là một cô gái! '"
Năm 1986, Marks giành được danh hiệu cuộc thi đầu tiên của cô: Ms. Waterloo 1986. Cô cũng đã giành được Miss International Queen, Pattaya, Thái Lan; Cuộc thi Hoa hậu chuyển giới đẹp nhất thế giới, Las Vegas, Nevada, Mỹ; và Miss Continental, Chicago, Illinois, US.
Năm 2008 Marks xuất hiện trong video âm nhạc "Rock With U" của Janet Jackson.
Marks được cho là người mẫu đường băng chuyển giới công khai đầu tiên, làm việc cho Ford Modeling agency.
Cô đã biểu diễn tại The Baton Show Lounge ở Chicago, Illinois, cho đến khi từ giã sân khấu vào tháng 1 năm 2016.